# Cemitério Yuzhnoye (Novosibirsk)
Cemitério Yuzhnoye (em russo:  Южное кладбище) é um cemitério no raion de Sovetsky, Novosibirsk, Rússia.

## Sepultamentos notáveis
- Dmitry Belyayev, geneticista soviético, diretor do Instituto de Citologia e Genética de 1959 a 1985
- Gersh Budker, físico soviético, especialista em física nuclear e física de aceleradores, fundador e primeiro diretor do Instituto Budker de Física Nuclear
- Andrey Ershov, cientista da computação soviético, pioneiro em programação de sistemas e pesquisa de linguagem de programação
- Valentin Koptyug, químico russo
- Samson Kutateladze, físico soviético especilista em transmissão de calor e hidrodinâmica
- Mikhail Lavrentyev, matemático e hidrodinamista soviético, um dos fundadores do Ramo Siberiano da Academia de Ciências da Rússia
- Anatoly Maltsev, matemático soviético
- Alexey Okladnikov, arqueólogo, historiador e etnógrafo soviético
- Yuri Rumer, físico teórico soviético, que trabalhou nas áreas de mecânica quântica e óptica quântica

## Galeria

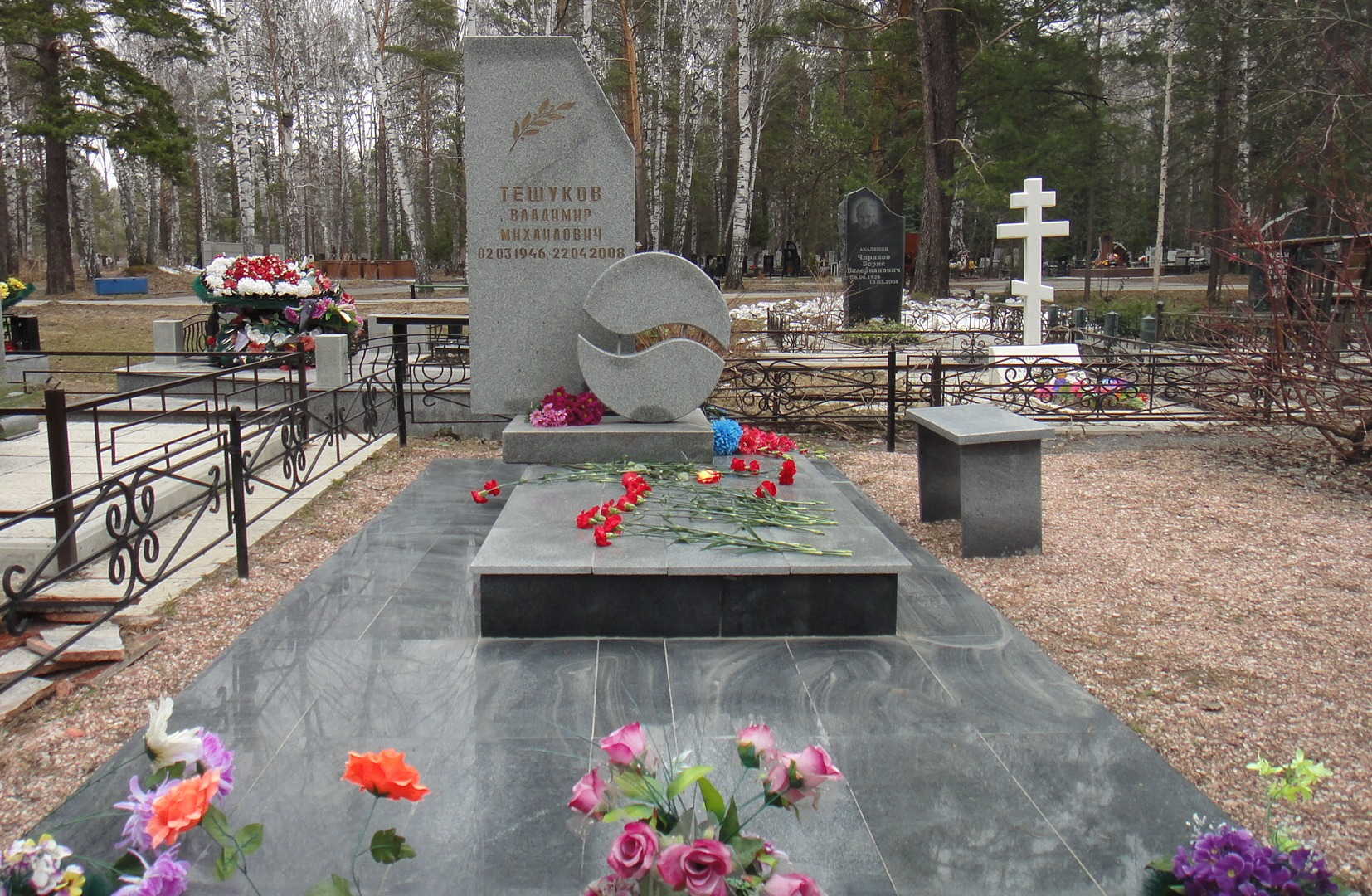
Sepultura de Teshukov
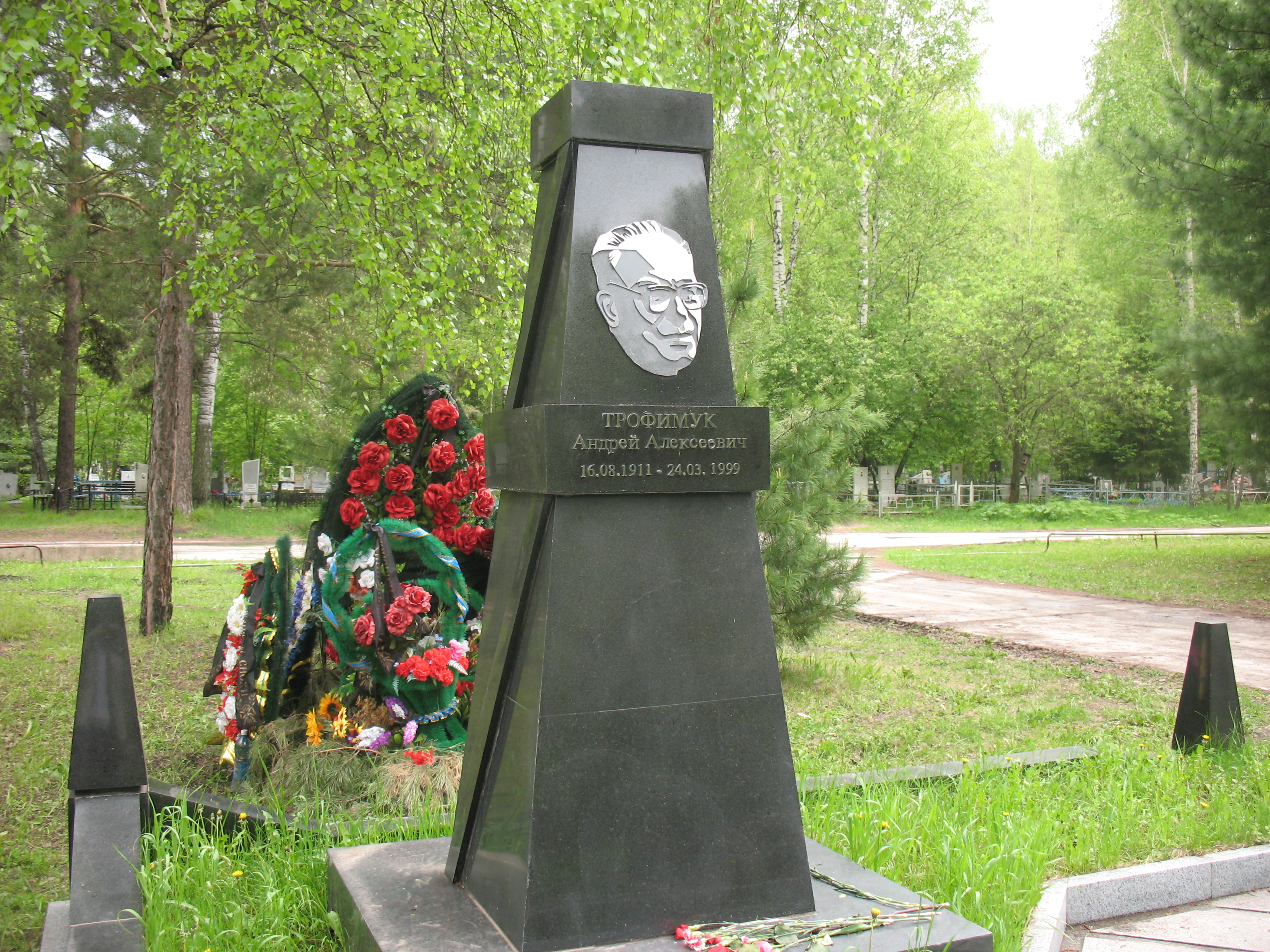
Sepultura de Trofimuk
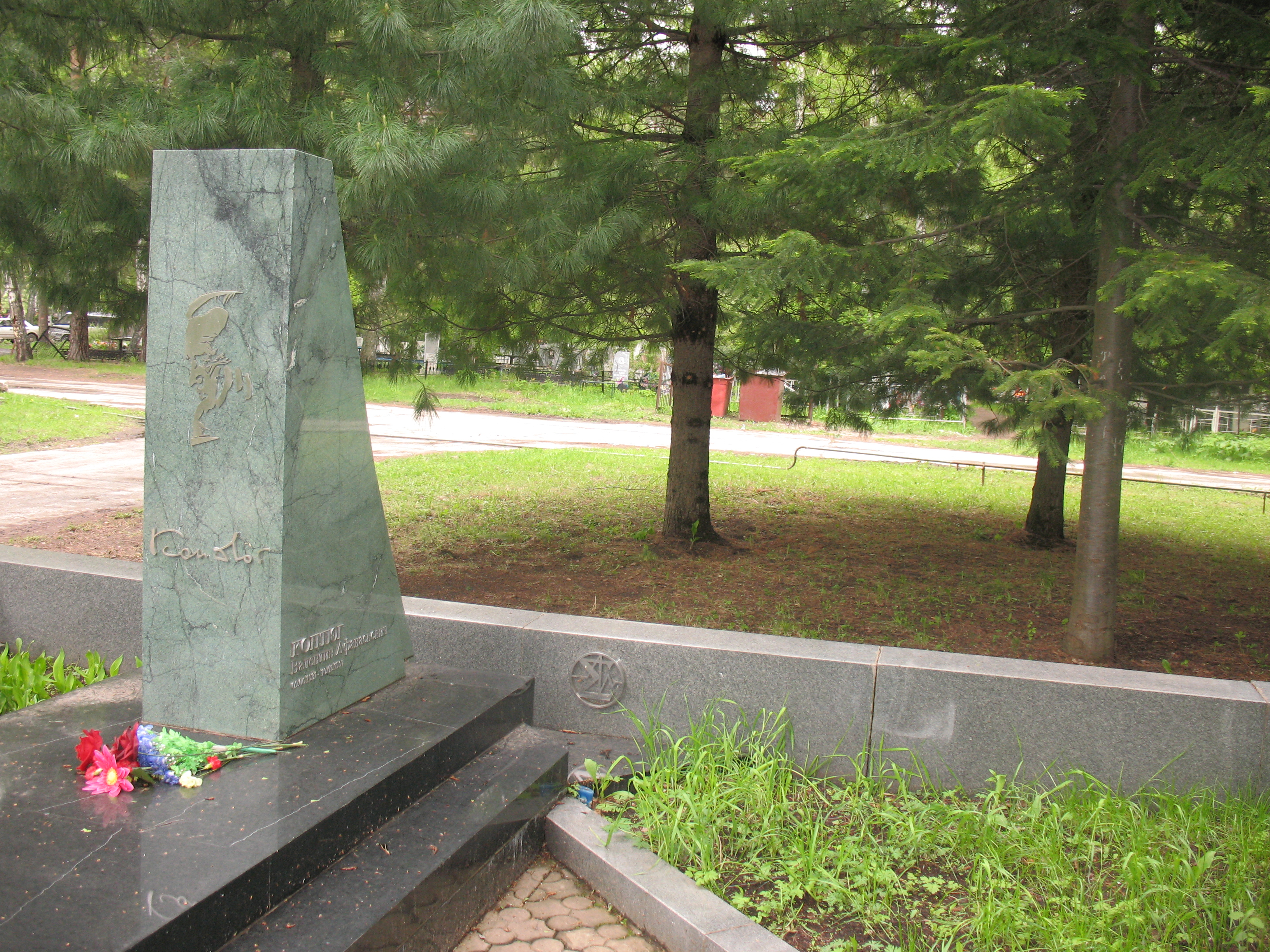
Sepultura de Koptug
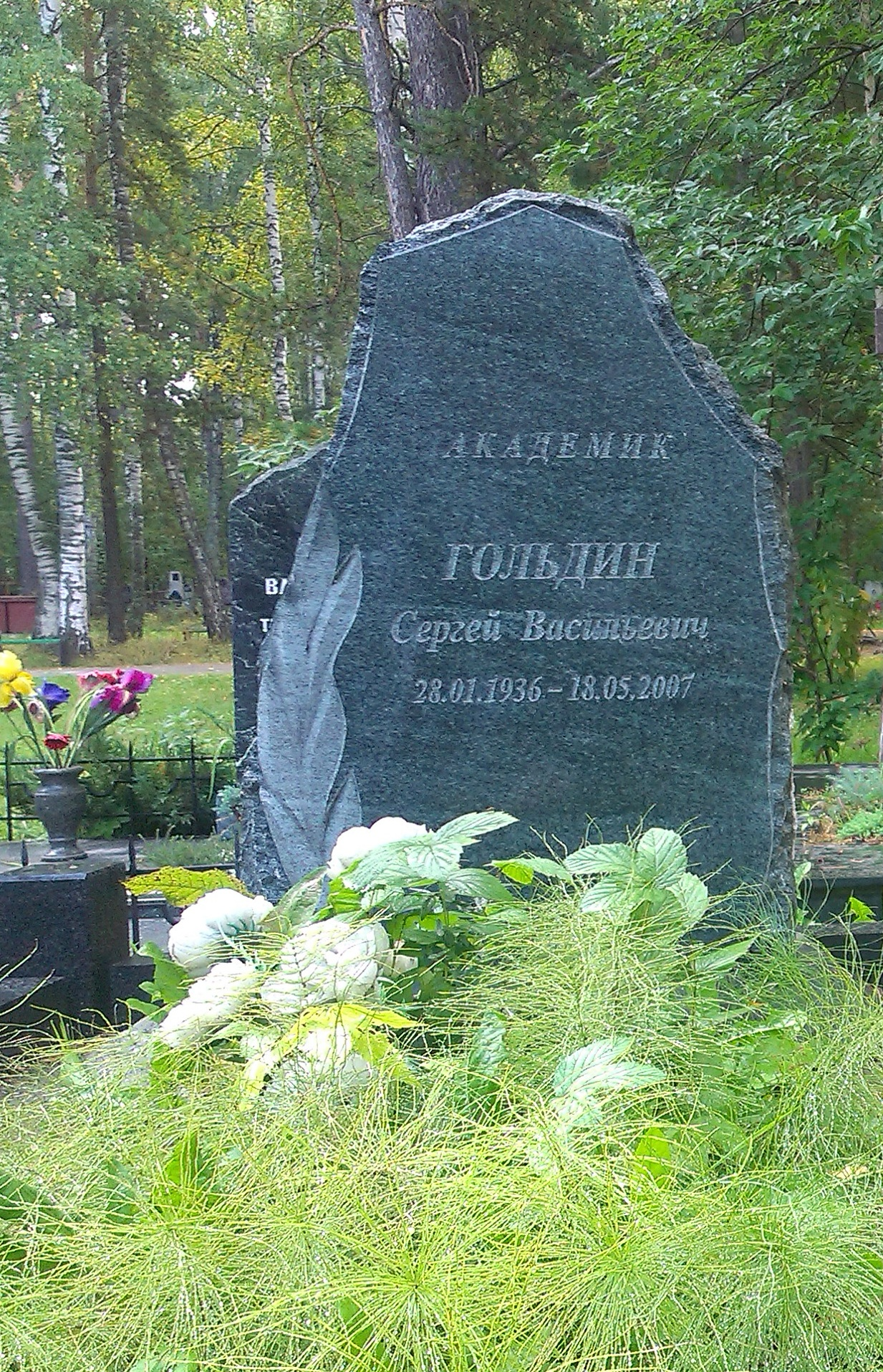
Sepultura de Goldin